# Port lotniczy Nijala
Port lotniczy Nijala (IATA: UYL, ICAO: HSNN) – port lotniczy położony 7 km na wschód od Nijali, w stanie Darfur Południowy, w Sudanie.

## Linie lotnicze i połączenia
| Linia Lotnicza | Kierunek                |
| -------------- | ----------------------- |
| Badr Airlines  | 1. Chartum              |
| Nova Airways   | 1. Al-Faszir 2. Chartum |
| Sudan Airways  | 1. Chartum              |